# Водосбор Скиннера
Водосбо́р Ски́ннера, аквиле́гия Скиннера (лат. Aquilégia skínneri) — травянистое растение, вид рода Водосбор семейства Лютиковые (Ranunculaceae).
Декоративное растение с трёхцветными красно-жёлто-зелёными цветками, в природе распространённое в северо-западной части Мексики.

## Ботаническое описание
Многолетнее травянистое растение. Стебель прямостоячий, 60—80 см (в природе до 100 см) высотой.
Листья сизоватые, в основном прикорневые, стеблевые — немногочисленны. Прикорневые листья на длинных черешках, трижды тройчатые, листочки на коротких черешочках либо сидячие, сравнительно мелкие, 1,5—4,5 см длиной, в очертании широкообратнояйцевидные, глубоко лопастные, с нижней стороны в той или иной степени опушённые. Стеблевые листья сходные с прикорневыми, самые верхние — линейные.
Цветки без запаха, сравнительно небольшие, общей длиной 5,5—7 см, около 2 см, в природе — 3,5—4 см в поперечнике, на изогнутых у основания цветка цветоножках, поникающие. Околоцветник двойной. Чашелистики в числе пяти, жёлто-зелёного цвета, слабо расходящиеся, узкояйцевидной до ланцетовидной формы, с заострённым концом, выступают над лепестками на 7—10 мм. Лепестки желтоватые или жёлто-оранжевые, 8—10 мм длиной без шпорца. Шпорец 3,5—5 см длиной (в среднем — 4 см), бледно-красные до ярко-красных, прямые, равномерно или довольно резко сужающиеся к концу, на конце со слабым булавовидным расширением. Тычинки многочисленные, сильно выступающие из цветка. Один из немногочисленные видов рода, опыляемых исключительно колибри.
Пестики при плодоношении 18—20 мм длиной, завязи опушены. При плодоношении цветоножки распрямляются, плоды направлены вверх. Плод — многолистовка, листовки 2—3 см длиной, с немного расходящимися концами.
Базовое число хромосом n = 7, как и у других видов рода, полиплоиды не известны

## Выращивание в культуре
Водосбор Скиннера введён в культуру в 1840 году, впервые цвёл в саду в Уобёрн-Эбби, резиденции покровителя ботаники и садоводства Джона Рассела. В Великобритании зимовал без укрытия.
По мнению Джозефа Пакстона (1843), водосбор Скиннера относится к самым декоративным видам рода наравне с водосбором железистым из Сибири. Ценится за длину и ярко-красную окраску шпорцев лепестков, а также за сильно выступающие из цветка тычинки. Легко размножается делением куста.
Предпринимались попытки выращивания растения в оранжереях, однако в условиях повышенных температуры и влажности водосбор зацветал раньше нормального срока и цвёл не обильно, при отсутствии достаточного освещения цветки окрашены блёкло, в невзрачную смесь красного, жёлтого и зелёного. Однако при обеспечении достаточного освещения и хорошей проветриваемости помещения Пакстон допускал возможность горшечного выращивания этого водосбора.

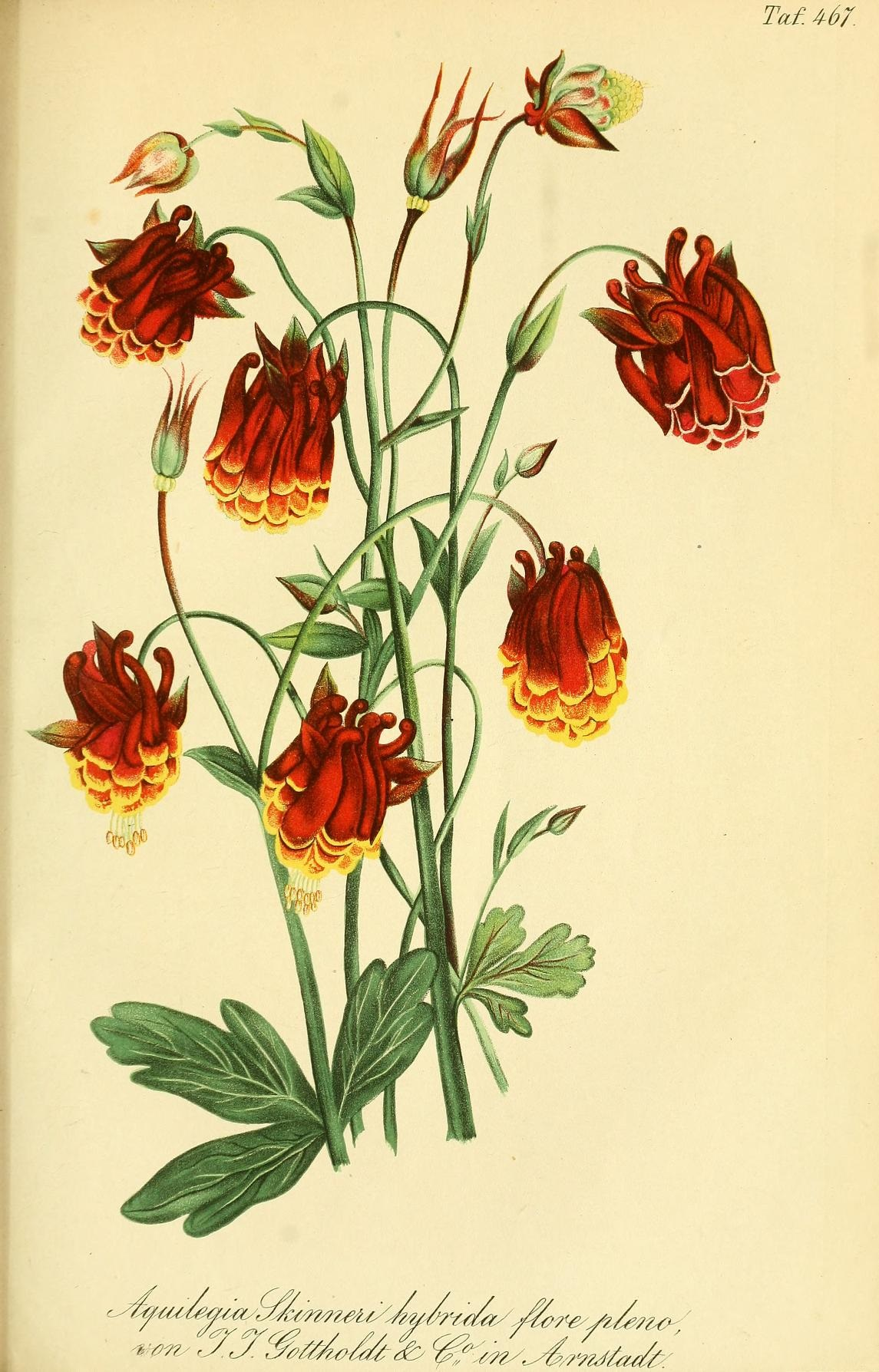
Махровая форма, выведенная в Арнштадте

В 1865 году в журнале Gartenflora под редакцией Э. Регеля сообщалось о выведении в Арнштадте махровой формы водосбора Скиннера путём скрещивания обычных особей вида с махровой садовой формой водосбора обыкновенного. Также сообщалось о возможных гибридах водосбора Скиннера и водосбора золотистоцветкового, распространявшихся в садоводстве под названием Aquilegia jaeschkanii. Они выше, чем водосбор Скиннера, цветки их крупнее, с золотисто-жёлтыми шпорцами и чашелистиками.
С 1938 года успешно выращивается в Полярно-альпийском ботаническом саду, семена для посева были собраны с растений в Минске, Санкт-Петербурге и Нижнем Новгороде. Цветёт со второго года жизни, в продолжение 25—50 дней, семена в ПАБСИ вызревают не каждый год.

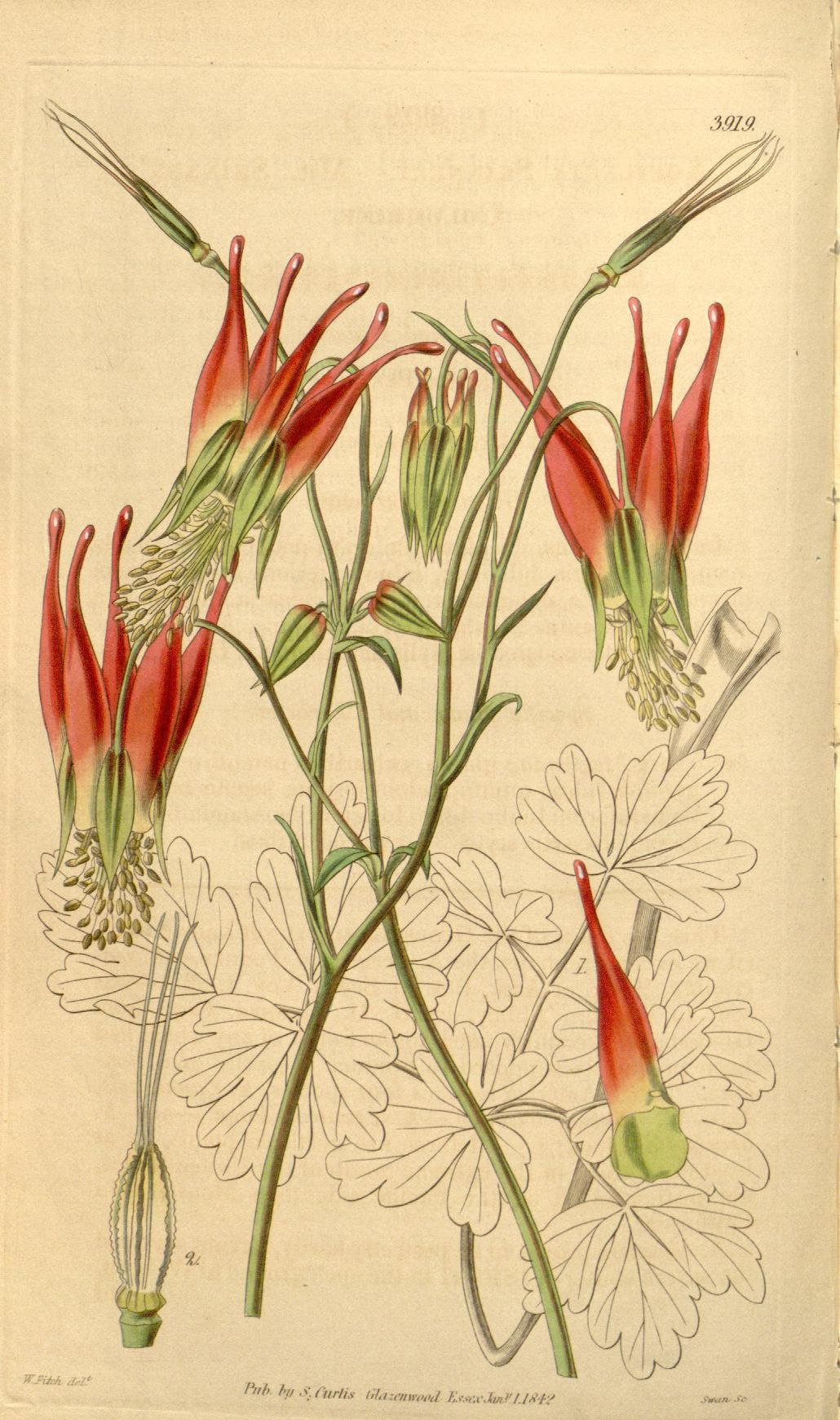
Оригинальная иллюстрация Уолтера Фитча, прилагавшаяся к описанию Уильяма Гукера (1842)

## Таксономия и история описания
Растение было впервые описано английским ботаником Уильямом Джексоном Гукером (1785—1865) в 68-м выпуске «Ботанического журнала Кёртиса», вышедшем 1 января 1842 года. Согласно Гукеру, растение прислал в Уобёрн-Эбби из Гватемалы Джордж Юри Скиннер (англ. George Ure Skinner; 1804—1867), таким образом это растение является самым южным видом водосбора. В описании Гукер назвал это растение Aquilegia mexicana.
В октябре 1885 года путешественник Эдуард Палмер обнаружил это растение в горах близ Батопиласа в мексиканском штате Чиуауа, на высоте 2700 м; как водосбор Скиннера его определил Эйса Грей.
В 1909 году Джозеф Роуз опубликовал описание вида Aquilegia madrensis из Северной Мексики (тип был собран 15—17 сентября 1897 года Дж. Роузом и Эдвардом Голдманом в Западной Сьерра-Мадре, западнее Боланьоса). От водосбора Скиннера растения из Мексики должны отличаться более бледными цветками, иной формой долей листа, опушённостью стебля и листьев, более широкими чашелистиками. К этому виду Роуз отнёс образец Э. Палмера, а также образец Сайруса Прингла, собранный в Чиуауа в 1887 году и изначально определённый как Aquilegia skinneri.
В монографии «Североамериканских видов водосбора» Эдвин Блейк Пэйсон (1918) свёл название Роуза в синонимы водосбора Скиннера, указав, что ни один из приведённых автором вида диагностических признаков не может использоваться для разграничения видов рода Водосбор ввиду их изменчивости. Также, по мнению Пэйсона, первоначальный образец водосбора Скиннера, якобы полученный от Скиннера из Гватемалы, скорее всего, происходил из штата Чиуауа, а этикетки были перепутаны уже в Англии.
В разделе «Флоры Гватемалы» Дж. Стейермарка и П. Стэндли (1946), посвящённом семейству Лютиковые, указано, что Aquilegia skinneri — мексиканский вид и нет причин предполагать, что его когда-либо обнаруживали в Гватемале.

### Синонимы
- Aquilegia canadensis subsp. skinneri (Hook.) Brühl, 1893
- Aquilegia madrensis Rose, 1909
- Aquilegia mexicana Hook., 1842, nom. altern.

## Ареал
Водосбор Скиннера является эндемиком Западной Сьерра-Мадре на севере Мексики (штаты Сонора, Чиуауа, Синалоа). Там он встречается на рыхлых плодородных почвах по тенистым склонам, в смешанно-хвойных лесах. В древесном ярусе здесь доминирует псевдотсуга Мензиса (Pseudotsuga menziesii (Mirb.) Franco) в ассоциациях с пихтой Дуранго (Abies durangensis Martínez), сосной белой мексиканской (Pinus ayacahuite Ehrenb. ex Schltdl.), дубами Quercus rugosa Née и Quercus sideroxyla Bonpl. Травянистый ярус представлен водосбором Скиннера, зимолюбками пятнистой (Chimaphila maculata (L.) Pursh) и зонтичной (Chimaphila umbellata (L.) Nutt.), синюхой Polemonium melindae Rzed., Calderón & Villarreal.
Сьерра-Мадре служит южной границей распространения в Северной Америке рода Водосбор (при условии, что в Гватемале этот вид не распространён), а также для ряда других родов: здесь встречаются гелиантелла пятижилковая (Helianthella quinquenervia (Hook.) A.Gray), Ligusticum porteri J.M.Coult. & Rose, Parnassia townsendii B.L.Rob., Picea chihuahuana Martínez, в то время как другие виды гелиантеллы, лигустикума, белозора, ели встречаются значительно севернее.